# Shakti Pitha

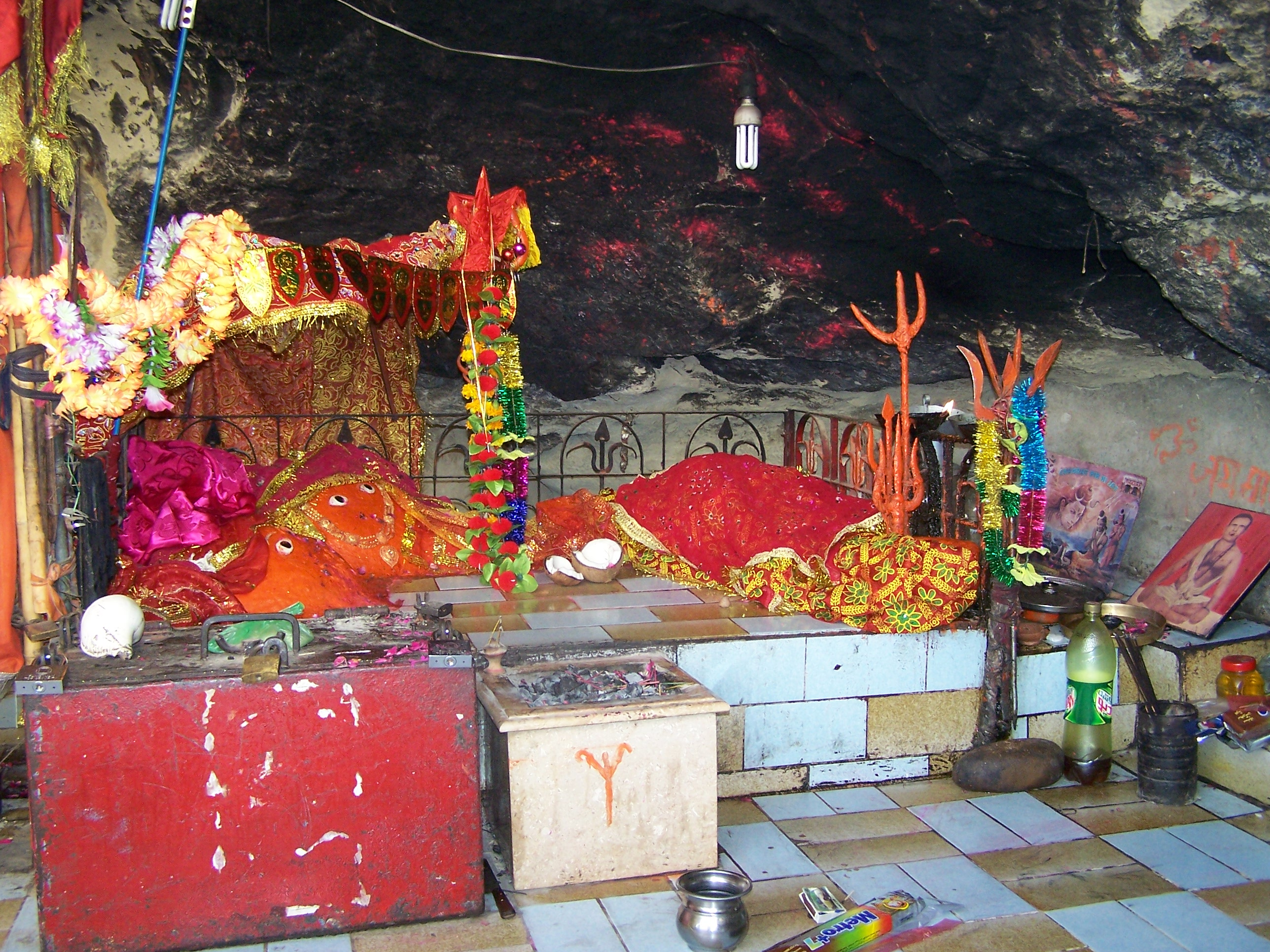
Le temple Shakti Pitha de Hinglaj Mata est le plus grand centre de pèlerinage hindou du Pakistan. Le Hinglaj Yathra annuel est fréquenté par plus de 250 000 personnes.

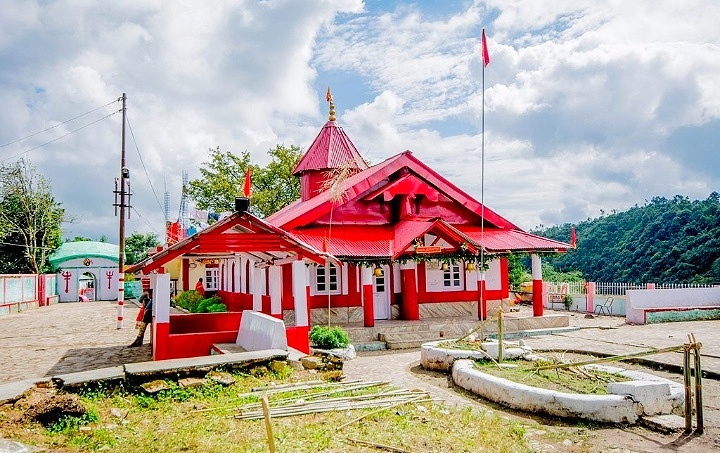
Le temple Shakti Pitha de Nartiang Durga à Meghalaya est considéré par les hindous de Meghalaya comme la demeure permanente de la déesse Durga.

Les Shaktis Pithas (sanskrit : शक्ति पीठ, Śakti Pīṭha, siège de Shakti) sont d'importants sanctuaires et destinations de pèlerinage dans le shaktisme, la tradition hindoue centrée sur la déesse Shakti. Il y a 51 ou 108 Shakti Pithas selon divers comptes, dont entre 4 et 18 sont nommés Maha (majeur) dans les textes hindous médiévaux.
La plupart de ces lieux historiques du culte de la déesse se trouvent en Inde, mais il y en a sept au Bangladesh, trois au Pakistan, trois au Népal et un chacun en Chine et au Sri Lanka.
Les légendes derrière les Shakti Pithas sont basées sur l'histoire de la mort de la déesse Sati. Dans la douleur et le chagrin, Shiva porte le corps de Sati, se remémorant leurs moments de couple, et parcourt l'univers avec lui. Vishnou a dispersé son corps en 51 parties en utilisant son Sudarshana Chakra, morceaux qui sont retombés sur Terre pour devenir des sites sacrés où tout le monde peut rendre hommage à la Déesse. Pour mener à bien la construction extrêmement longue des sanctuaires, Shiva a pris la forme de Bhairava.
Le seul Shakti Pitha différent est le Shakti Pitha de Vindhyavasini, car la croyance est que les Shaktipiths ont été créés là où les parties du corps de Sati sont tombées sur terre ; mais c'est l'endroit où Devi a choisi de résider après sa naissance à Dvapara Yuga en tant que sœur de Krishna.

## Légende

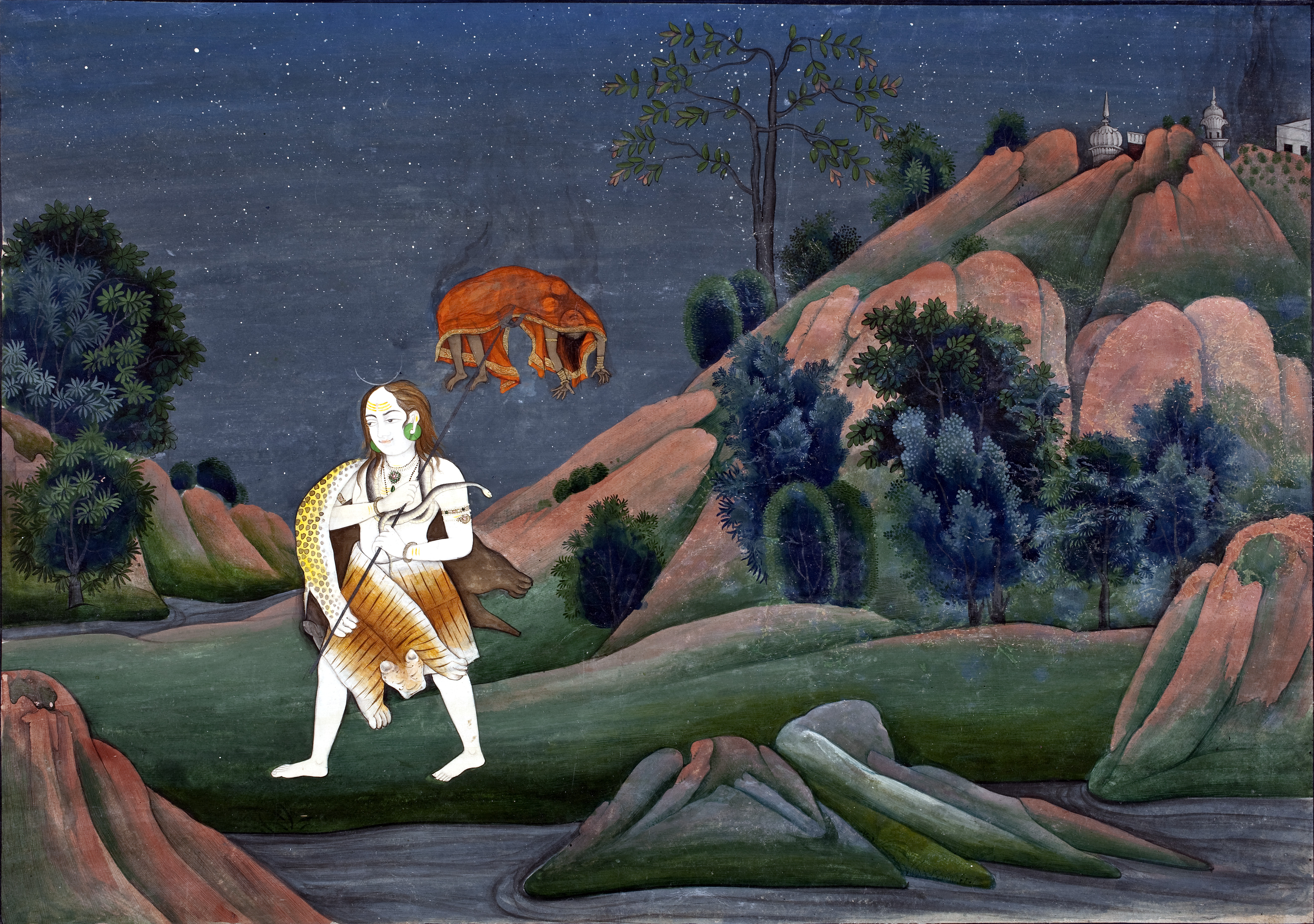
Shiva portant le cadavre de Dakshayani.

Selon la légende, Brahma effectue un yajna (rituel védique du sacrifice par le feu) pour plaire à Shakti et Shiva. La déesse Shakti émerge, se séparant de Shiva et aide Brahma dans la création de l'univers. Brahma décide de rendre Shakti à Shiva, à la suite de quoi son fils Daksha effectue plusieurs yagnas pour obtenir Shakti comme sa fille sous la forme de Sati. Il est alors décidé que Sati soit amenée dans ce monde avec le motif d'épouser Shiva.
Cependant, à la suite de la malédiction lancée sur Brahma selon laquelle sa cinquième tête serait coupée en raison de son mensonge devant Shiva, Daksha commence à détester Shiva et décide de ne pas laisser Shiva et Sati se marier.
Cependant, Sati est attirée par Shiva et finalement un jour Shiva et Sati se marient. Ce mariage n'a fait qu'augmenter la haine de Daksha envers Shiva.
Daksha effectue un yagna avec le désir de se venger de Shiva. Daksha invite toutes les divinités au yajna, à l'exception de Shiva et Sati. Le fait qu'elle ne soit pas invitée ne dissuade pas Sati d'assister au yagna. Elle exprime son désir d'assister au yagna à Shiva, qui a fait de son mieux pour la dissuader d'y aller. Shiva cède finalement et Sati se rend au yagna. Sati, étant une invitée non désiré, n'a reçu aucun respect au yagna. De plus, Daksha y insulte Shiva. Sati est incapable de supporter les insultes de son père envers son mari, ce qui l'amène à s'immoler.
Enragé par la mort et par l'insulte de son épouse, Shiva dans son avatar Virabhadra détruit le yagna de Daksha, coupe la tête de Daksha, mais la remplace plus tard par celle d'un bouc mâle alors qu'il le restaure à la vie. Virabhadra n'arrête pas de se battre; il reste fou de colère. Les dieux prient alors le seigneur Vishnou. Il se rend là-bas et commence à le combattre. Toujours plongé dans le chagrin, Shiva ramasse les restes du corps de Sati et exécute le Tandava, la danse céleste de la destruction, à travers toute la création. Les autres dieux demandent à Vishnou d'intervenir pour arrêter cette destruction : Vishnou utilise le Sudarshana Chakra, qui traverse alors le cadavre de Sati. Les différentes parties du corps sont tombées à plusieurs endroits dans tout le sous-continent indien et ont formé des sites connus aujourd'hui sous le nom de Shakti Pithas.
À tous les Shakti Pithas, la déesse Shakti est accompagnée de son époux, Bhairava (une manifestation de Shiva).

### Vindhyavasini Shakti Pitha
Le Vindhyavasini Shakti Pitha est un Shakti Pitha, bien qu'aucune partie du corps de Sati n'y soit tombée, car c'est l'endroit où Devi a choisi de résider après sa naissance à Dvapara Yuga. Au moment de la naissance de Krishna à Devaki et Vasudeva, le Yogamaya (Devi) a pris naissance à Gokul à Nanda Baba et Yashoda selon les instructions de Vishnou. Le Vasudeva a remplacé son fils Krishna par cette petite fille de Yashoda. Lorsque Kansa essaie de tuer la fille, elle glisse de ses mains et prend la forme de Mahadevi Adishakti. Par la suite, Devi choisit les montagnes de Vindhya comme demeure pour vivre sur terre.

## L'auto-immolation de Sati
L'histoire de l'auto-immolation de Daksha Yajna et de Sati a eu une importance immense dans la formation de l'ancienne littérature sanskrite et par extension a influencé la culture hindou. Cela a conduit au développement du concept de Shakti Pithas et a ainsi renforcé le shaktisme. Un grand nombre d'histoires dans les Puranas et d'autres livres religieux hindous ont pris le yagna de Daksha comme raison de leur origine. C'est un évènement important dans le shaivisme, ayant pour résultat l'émergence de Parvati à la place de Sati Devi et faisant de Shiva un grihastashrami (maître de maison), ce qui mène à l'origine de Ganesh et Kârttikeya.
Les Shakti Pithas sont des sanctuaires ou des lieux divins de la Déesse Mère. Ce sont des endroits qui auraient été bénis par la présence de Shakti en raison de la chute de parties du corps du cadavre de Sati Devi, lorsque Shiva la transporte et erre à travers Aryavartha dans la douleur. Il y a 51 Shakti Piths reliant les 51 lettres d'alphabets en sanskrit. Chaque temple a des sanctuaires pour Shakti et Kalabhairava, et la plupart des Shakti et Kalabhairava dans différentes Shakti Pith portent d'autres noms.

## Quatre Adi Shakti Pithas
Certains des grands textes religieux comme le Shiva Purana, le Devi Bhagavata, le Kalika Purana, l'AstaShakti et le Pithanirnaya Tantra reconnaissent quatre grands Shakti Pithas (centres) : le temple de Vimala (Pada Khanda) à l'intérieur du temple de Jagannath de Purî dans l'état d'Odisha ; Tara Tarini (Sthana Khanda, Purnagiri, Seins), près de Berhampur dans l'état d'Odisha ; le temple de Kamakhya (Yoni Khanda), à Guwahati dans l'état d'Assam ; et Dakshina Kalika (Mukha Khanda) à Calcutta, au Bengale occidental, tous originaires des parties du cadavre de Mata Sati dans le Satya Yuga.
L'Ashtashakti et Kalika Purana disent (en sanskrit) :
"Bimala Pada khandancha,
Stana khandancha Tarini (Tara Tarini),
Kamakhya Yoni khandancha,
Mukha khandancha Kalika (Dakshina Kalika)
Anga pratyanga sanghena
Vishnu Chakra Kshyta nacha "
Expliquant davantage l'importance de ces quatre Pithas, le "Brihat Samhita" donne également l'emplacement de ces Pithas comme (en sanskrit).
« Rushikulya* Tatae Devi,
Tarakashya Mahagiri,
Tashya Srunga Stitha Tara
Vasishta Rajitapara » (Rushikulya est une rivière sacrée qui coule au pied du sanctuaire de la colline Tara Tarini).
Dans les listes ci-dessous :
- "Shakti" fait référence à la Déesse adorée à chaque endroit, toutes étant des manifestations de Dakshayani (Sati), Parvati ou Durga ;
- « Partie du corps ou ornement » se réfère à la partie du corps ou au bijou tombé sur terre, à l'emplacement sur lequel le temple respectif est construit.

| Temple                  | Ville / village | État en Inde / Pays | Partie du corps                     | Image |
| ----------------------- | --------------- | ------------------- | ----------------------------------- | ----- |
| Temple de Vimala        | Puri            | Odisha              | pada (pieds)                        |       |
| Temple de Taratarini    | Berhampur       | Odisha              | stana (sein)                        |       |
| Temple de Kamakhya      | Guwahati        | Assam               | yoni (organes génitaux)             |       |
| Temple de Kalighat Kali | Calcutta        | Bengale-Occidental  | daahina padangushtha (orteil droit) |       |

En dehors de ces quatre, il y a 48 autres Pithas célèbres reconnus par des textes religieux. Selon le Pithanirnaya Tantra, les 51 pithas sont dispersés dans les pays actuels de l'Inde, du Sri Lanka, du Bangladesh, du Népal, de la Chine, du Bhoutan et du Pakistan. Le Shivacharita, en plus de répertorier 51 maha-pithas, parle de 26 autres upa-pithas. L'almanach bengali, Vishuddha Siddhanta Panjika décrit également les 51 pithas, y compris les adresses modifiées actuelles. Quelques-unes des nombreuses listes acceptées sont données ci-dessous. L'un des rares du sud de l'Inde, Srisailam dans l'Andhra Pradesh, est devenu le site d'un temple du IIe siècle.

## Liste des Shakti Pithas
Dans les listes ci-dessous :
- "Shakti" se réfère à la Déesse adorée à chaque endroit, toutes étant des manifestations de Dakshayani, Sati ; connu plus tard comme Parvati ou Dourga ;
- « Bhairava » se réfère à l'époux correspondant, chacun étant une manifestation de Shiva ;
- « Partie du corps ou ornement » fait référence à la partie du corps ou au bijou tombé sur la terre, à l'emplacement sur lequel le temple respectif est construit.

Les détails de ceci sont disponibles dans le texte "TANTHRACHOODAMANI" où Parvathi raconte ces détails à son fils Skanda.
| Identifiant | Lieu | État indien/Pays                                                        | Partie du corps ou Ornement               | Shakti                                                        | Bhairava                        | Image |
| ----------- | --- | ----------------------------------------------------------------------- | ----------------------------------------- | ------------------------------------------------------------- | ------------------------------- | ----- |
| 1           | A.Temple d'Amarnath, de Srinagar à Pahalgam 94 km en bus, Chandanwari 16 km à pied B. Shri Parvat au Ladakh | Jammu-et-Cachemire                                                      | A. Gorge B. Cheville                      | Mahamaya                                                      | Trisandhyeshwar                 |       |
| 2           | Dans un village aussi appelé Attahas ou Ashtahas à environ 2 km à l'est de la route du village de Labhpur dans le district de Birbhum | Bengale-Occidental                                                      | Lèvres                                    | Phullara                                                      | Vishvesh                        |       |
| 3           | Bahula à Ketugram, à 8 km de Katwa, Purba Bardhaman | Bengale-Occidental                                                      | Bras gauche                               | Goddess Bahula                                                | Bhiruk                          |       |
| 4           | Bakreshwar, sur les bancs de la rivière Paaphara, à 24 km de Siuri Town [un chef-lieu de district], district Birbhum, à 7 km de la gare de Dubrajpur | Bengale-Occidental                                                      | Portion entre les sourcils                | Mahishmardini                                                 | Vakranath                       |       |
| 5           | Bhairavparvat, dans les collines de Bhairav sur les bords de la rivière Shipra dans la ville de Ujjaini. Ce Shakti pith est connu sous le nom de temple d'Harsiddi. | Madhya Pradesh                                                          | Coude                                     | Avanti                                                        | Lambkarna                       |       |
| 6           | Bhabanipur, situé dans l'Upazila de Sherpur, Bogra, Rajshahi Division. Aussi situé à Karatoyatat, il est à 28 km de Sherpur. | Bangladesh                                                              | Cheville gauche (ornement)                | Aparna                                                        | Vaman                           |       |
| 7           | Temple de Biraja à Jajpur, dans le district éponyme | Odisha                                                                  | Nombril                                   | Biraja                                                        | Varaha (Baraha)                 |       |
| 8           | Shakti pith de Chhinnamastika à Chintpurni, dans le district d'Una dans l'Himachal Pradesh | Himachal Pradesh                                                        | Pied                                      | Chhinnamastika                                                | Rudra Mahadev                   |       |
| 9           | Temple de Muktinath | Népal                                                                   | Joue droite                               | Gandaki Chandi                                                | Chakrapani                      |       |
| 10          | Déesse Bhadrakali sur les bords de la rivière Godavari dans la ville de Nashik (Saptashrungi) | Maharashtra                                                             | Menton (2 parties)                        | Bhadrakali                                                    | Vikritaksh                      |       |
| 11          | Hinglaj | Pakistan                                                                | Bramharandhra (Partie de la tête)         | Kottari                                                       | Bhimlochan                      |       |
| 12          | Jayanti dans le village de Nartiang dans le district de Jaintia Hills. Ce Shakti Pitha est connu sous le nom de temple de Nartiang Durga. | Meghalaya                                                               | Cuisse gauche                             | Jayanti                                                       | Kramadishwar                    |       |
| 13          | Temple de Jeshoreshwari Kali | Bangladesh                                                              | Paume des mains et plante des pieds       | Jashoreshwari                                                 | Chanda                          |       |
| 14          | Jwalaji, à 20 km de la gare routière de Jwalamukhi sur la route de Kangra depuis Pathankot | Himachal Pradesh                                                        | Langue                                    | Siddhida (Ambika)                                             | Unmatta Bhairav                 |       |
| 15          | Kalipith, (Kalighat, Kolkata) | Bengale-Occidental                                                      | Orteils droits                            | Kalika                                                        | Nakuleshwar                     |       |
| 16          | Kamgiri, Kamakhya, dans les collines de Neelachal à Guwahati | Assam                                                                   | Organes génitaux                          | Kamakhya                                                      | Umananda ou Bhayaanand          |       |
| 17          | Kankalitala, sur les bords de la rivière Kopai à 10 km au nord-est de la gare de Bolpur dans le district de Birbhum, Devi localement appelée Kankaleshwari | Bengale-Occidental                                                      | Bassin                                    | Devgarbha                                                     | Ruru                            |       |
| 18          | A. Kanyashram de Balaambika – Le temple deBhagavathy à Kânyâkumârî, dans la pointe australe de l'Inde, Tamil Nadu B. (que l'on pense être situé dans la province de Yunnan en Chine) C. Temple de Gourikunda | A. Tamil Nadu B. Yunnan, Chine C. Sitakunda, Chattogram, Bangladesh     | Dos                                       | Sarvani                                                       | Nimish                          |       |
| 19          | Karnat, Brajeshwari Devi, Kangra | Himachal Pradesh                                                        | Poitrine gauche                           | Jayadurga                                                     | Abhiru                          |       |
| 20          | Temple de Kiriteswari dans le village de Kiritkona, à 3 km de la gare de Lalbag Court Road dans le district de Murshidabad | Bengale-Occidental                                                      | Couronne                                  | Vimla                                                         | Sanwart                         |       |
| 21          | Ratnavali, sur les bords de la rivière Ratnakar à Khanakul I Krishnanagar, district de Hooghly (connu localement sous le nom d'Anandamayee Tala) | Bengale-Occidental                                                      | Épaule droite                             | Kumari                                                        | Ghanteshwar                     |       |
| 22          | A. Connu localement sous le nom de Bhramari Devi à Jalpaiguri près du hameau de Boda sur les bords de la Teesta ou Tri-shrota (confluence des trois flots) mentionné dans les Puranas B.Temple de Ma Malai Chandi à Amta, Howrah | Bengale-Occidental                                                      | A. Jambe gauche B. Partie du genou gauche | Bhraamari                                                     | Ambar                           |       |
| 23          | Manas, sous le Tibet au pied du Mont Kailash sur le Lac Manasarovar, un morceau de rocher | Chine                                                                   | Main gauche                               | Dakshayani                                                    | Amar                            |       |
| 24          | Manibandh, dans les collines de Gayatri près de Pushkar à 11 km au nord-ouest de Ajmer. Appelé temple de Chamunda Mata ou Shri Raj Rajeshwari Puruhuta Manivedic Shaktipith. | Rajasthan                                                               | Poignets                                  | Gayatri                                                       | Sarvanand                       |       |
| 25          | Mithila, près de la gare de Janakpur à la frontière de l'Inde et du Népal | Népal                                                                   | Épaule gauche                             | Uma                                                           | Mahodar                         |       |
| 26          | Nainativu (Manipallavam), Province du nord, Sri Lanka. Situé à 36 km de l'ancienne capitale du royaume de Jaffna, Nallur. Le murti de la Déesse est supposé avoir été consacré et vénéré par Indra. Le protagoniste, Rama et l'antagoniste, Ravana du récit sanskrit Ramayana ont offert des obédiences à la Déesse. Nāga et Garuda du récit sanskritMahabharata résolvent leur querelles de longue date après avoir vénéré la Déesse. | Sri Lanka                                                               | Silambu (bracelets de chevilles)          | Indrakshi (Nagapooshani / Bhuvaneswari)                       | Rakshaseshwar (Nayanair)        |       |
| 27          | Temple de Guhyeshwari | Népal                                                                   | Genoux                                    | Mahashira                                                     | Kapali                          |       |
| 28          | Temple de Chandranath | Bangladesh                                                              | Bras droit                                | Bhawani                                                       | Chandrashekhar                  |       |
| 29          | Panchsagar près de Lohaghat (dans le district de Champawat en Uttarakhand) à 12 km de la gare de Tanakpur. Temple de Purnagiri, Champawat Varahi Devi | Uttarakhand                                                             | Dents du bas/ Nombril                     | Varahi                                                        | Maharudra                       |       |
| 30          | Prabhas, à 4 km de la gare de Veraval près du temple de Somnath dans le district de Junagadh. Appelé temple de Kali Mandir, il est situé près d'un Triveni Sangam | Gujarat                                                                 | Estomac                                   | Chandrabhaga                                                  | Vakratund                       |       |
| 31          | Mandir d'Alopi Devi près d'un Sangam à Prayagraj | Uttar Pradesh                                                           | Doigt                                     | Lalita                                                        | Bhava                           |       |
| 32          | La ville actuelle de Kurukshetra ou Thanesar l'ancienne Sthaneshwar | Haryana                                                                 | Os de la cheville                         | Savitri/BhadraKali                                            | Sthanu                          |       |
| 33          | Sharda Pith au sommet de Trikoot Hill, àMaihar | Madhya Pradesh                                                          | collier                                   | Shivani                                                       | Chanda                          |       |
| 34          | Temple de Nandikeshwari près de la ville deSainthia. | Bengale-Occidental                                                      | collier                                   | Nandini                                                       | Nandikeshwar                    |       |
| 35          | Temple de Kotilingeswar Ghat sur les rives de la Godavari près de Rajamundry | Andhra Pradesh                                                          | Joues                                     | Rakini or Vishweshwari                                        | Vatsnabh or Dandpani            |       |
| 36          | Temple de Naina Devi | Himachal Pradesh                                                        | Œil droit                                 | Mahishmardini                                                 | Krodhish                        |       |
| 37          | Shondesh, à la source de la rivière Narmada à Amarkantak | Madhya Pradesh                                                          | Fesse droite                              | Narmada                                                       | Bhadrasen                       |       |
| 38          | Sri Sailam, dans les collines de Nallamalai, Andhra Pradesh | Andhra Pradesh                                                          | Cou                                       | Bramarambika                                                  | Mallikarjuna                    |       |
| 39          | Shuchi, dans le temple de Shiva à Suchindrum à 11 km de la route Kanyakumari-Trivandrum | Tamil Nadu                                                              | Dentition supérieure                      | Narayani                                                      | Sanhar                          |       |
| 40          | Sugandha, situé à Shikarpur, Gournadi, à 20 km de la ville de Barisal sur les bords de la rivière Sonda. | Bangladesh                                                              | Nez                                       | Sugandha                                                      | Trayambak                       |       |
| 41          | Udaipur, Tripura, au sommet des collines appelé temple de Tripura Sundari près du village de Radhakishorepur à une petite distance d'Udaipur | Tripura                                                                 | Genou droit                               | Tripura Sundari                                               | Tripuresh                       |       |
| 42          | Ujaani, à Mangalkot à 16 km de la gare de Guskara dans le district de Purba Bardhaman | Bengale-Occidental                                                      | Poignet droit                             | Mangal Chandika                                               | Kapilambar                      |       |
| 43          | Varanasi àManikarnika Ghat sur les bords du Gange à Kashi | Uttar Pradesh                                                           | Visage ou Boucles d'oreilles              | Vishalakshi & Manikarni                                       | Kaal bhairav                    |       |
| 44          | Vibhash, à Tamluk dans le district de Purba Medinipur | Bengale-Occidental                                                      | Cheville gauche                           | Kapalini (Bhimarupa) also known as Bargabheema                | Sarvanand                       |       |
| 45          | District de virat nagar alwar, près de Bharatpur | Rajasthan                                                               | Doigts ou Jambe gauche                    | Ambika                                                        | Amritaksha                      |       |
| 46          | Vrindavan, près d'un arrêt de bus, sur la route de Bhuteshwar dans le temple de Bhuteshwar Mahadev, Katyayanipith. | Uttar Pradesh                                                           | Cheveux bouclés                           | Uma                                                           | Bhutesh                         |       |
| 47          | Jalandhar | Punjab                                                                  | Poitrine gauche                           | Tripurmalini                                                  | Bhishan                         |       |
| 48          | Baidyanath Dham | Jharkhand                                                               | Cœur                                      | Jaya Durga                                                    | Baidyanath                      |       |
| 49          | [Temple d'Adhi Kamakshi Amman derrière le temple de Kamakshi Amman] | Tamil Nadu                                                              | Odyanam(nombril)                          | Kamakshi                                                      |                                 |       |
| 50          | Jogadya à Kshirgram près de Kaichar dans le district de Burdwan | Bengale-Occidental                                                      | Gros orteil                               | Jogadya (যোগাদ্যা)                                                | Ksheer Kantak (ক্ষীর কন্টক)        |       |
| 51          | Pithapuram dans la ville portuaire de Kakinada | Andhra Pradesh                                                          | Partie de la hanche                       | Purohotika                                                    |                                 |       |
| 52          | Ambaji à Anart | Gujarat                                                                 | Cœur                                      | Amba                                                          | Batuk Bhairav                   |       |
| 53          | Temple de Jwaladevi, Shaktinagar, Sonbhadra | Uttar Pradesh                                                           | Langue                                    | Jwala Devi                                                    |                                 |       |
| 54          | Chandika Sthan, près de la ville de Munger | Bihar                                                                   | Œil gauche                                | Chandika Devi                                                 |                                 |       |
| 55          | Temple de Danteshwari, Dantewada | Chhattisgarh                                                            | Dents ou daant                            | Danteshwari devi                                              | Kapalbhairav                    |       |
| 56          | Juranpur, Nadia | Bengale-Occidental                                                      |                                           |                                                               |                                 |       |
| 57          | Tara Tarini, Berhampur, Ganjam | Odisha                                                                  | Poitrine/Sthan                            | Maa Taratarini                                                | Tumbeswar                       |       |
| 58          | Nalhateswari, Nalhati | Bengale-Occidental                                                      | Estomac/Nauli                             | Kalika                                                        | Jogesh                          |       |
| 59          | Mankachar, à 266 km de Guwahati | Assam                                                                   | Petit doigt                               | Devi                                                          |                                 |       |
| 60          | Temple de Vimala Temple, dans le temple de Jagannath, Puri | Odisha                                                                  | Pied                                      | Devi                                                          |                                 |       |
| 61          | Anjanakshi, dans le temple de Marundeeswarar sur le Mount Rudragiri à Aadhi Kanchi, Thirukachoor, Chengalpattu District | Tamilnadu                                                               | Peau                                      | Anjanakshi                                                    | Marundeeswarar (Oushadheeshwar) |       |
| 62          | Temple de Jayanti Kali (Bam Jongha Pitha) | Kanaighat, Sylhet, Bangladesh                                           | Jambe gauche                              | Jayanti                                                       | Kramadishwar                    |       |
| 63          | Temple de Shri Hatta Kali, Shri Shail (aussi appelé Mahalakshmi Griva Pith) | Gotatikar, Kalagul tea state, Dakshin Surma Upazila, Sylhet, Bangladesh | Cou                                       | Mahalakshmi                                                   | Sambaranand                     |       |
| 64          | Temple de Dhakeshwari (aujourd'hui déplacé au Temple de Dhakeswari Mata) | Dhaka, Bangladesh                                                       | Gemme de la Couronne de Sati              | Dhakeshwari (une forme de Katyani Mahishasurmardini Durga)    | Shiva                           |       |
| 65          | Tarapith Rampurhat | Bengale-Occidental                                                      | Œil gauche de devi Sati                   | Maa Tara (seconde forme principale mahavidya de devi Parvati) | Chandrachur bhairav             |       |

## Kottiyoor Vysakha Mahotsavam

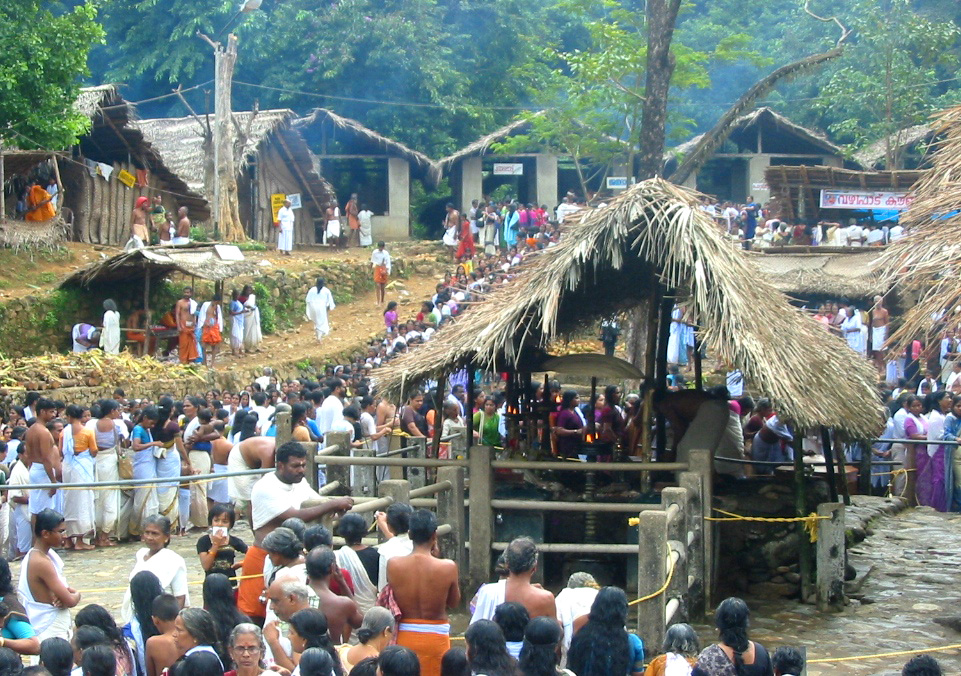
Kottiyoor Yajna bhoomi.